# Valamo (ö i Finland, Södra Savolax)
Valamo är en ö i Finland. Den ligger i sjön Enonvesi och i kommunen Enonkoski i den ekonomiska regionen  Nyslotts ekonomiska region  och landskapet Södra Savolax, i den sydöstra delen av landet, 300 km nordost om huvudstaden Helsingfors. Öns area är 1 hektar och dess största längd är 160 meter i sydöst-nordvästlig riktning.